# Berugo Carámbula
Heber Hugo Carámbula (Las Piedras, 31 d'octubre de 1945 - Buenos Aires, 14 de novembre de 2015) conegut com a Berugo Carámbula, va ser un actor, guitarrista, humorista i presentador de televisió uruguaià la carrera de la qual va ser exercida en el seu país natal i també a l'Argentina.

## Trajectòria
Berugo Carámbula va començar la seva carrera artística com a músic. El 1960 va crear la banda de jazz Crazy Clown Jazz Band, i ja com a humorista, va donar els seus primers passos als 18 anys al programa uruguaià Telecataplúm, que li va valer el reconeixement a l'Argentina, al costat del grup que integrava Ricardo Espalter, Eduardo D'Angelo, Enrique Almada, Andrés Redondo i Raimundo Soto, entre d'altres.
Com a actor, va participar en diversos programes humorístics televisius en cinema, teatre i en la sèrie per a televisió Son amores. També va exercir com presentador de diversos programes, tant en Argentina com en Uruguai.
Com a músic, va gravar el 1976 el disc "Solo de Guitarra", el seu únic treball com a concertista de guitarra.
Una de les seves participacions recordades va ser al programa Comicolor, pel canal ATC (Argentina Televisora Color), avui Canal 7 de Buenos Aires, on va ser molt comentat que, en una de les seves escenes, amb un escuradents de xilòfon aconseguia tocar notes musicals en un xerrac de fuster, vestint d'esmòquing i calçat esportiu blanc.
En una entrevista va dir de si mateix:
| « | El meu públic és molt ampli. Tinc des de persones molt majors fins a nois. Però haig d'admetre que gairebé sempre el meu target són les senyores. Elles tenen amb mi un no sé què perquè sóc un murri respectuós. | » |

El 1988 va obtenir el premio Martín Fierro com a millor animador de televisió.
La seva última labor com a actor va ser en 2003, en la telecomedia argentina Son amores, produïda per Pol-ka Producciones. A l'any següent se li va diagnosticar la malaltia de Parkinson.
El 28 de novembre de 2008 la Junta Departamental de Canelones va homenatjar a Carámbula declarant-lo ciutadà il·lustre del departament.
En aquest any (2008) també va ser entrevistat en televisió pel periodista Chiche Gelblung.
Va morir el 14 de novembre de 2015 als 70 anys, en el barri de Belgrano, Buenos Aires.

## Família

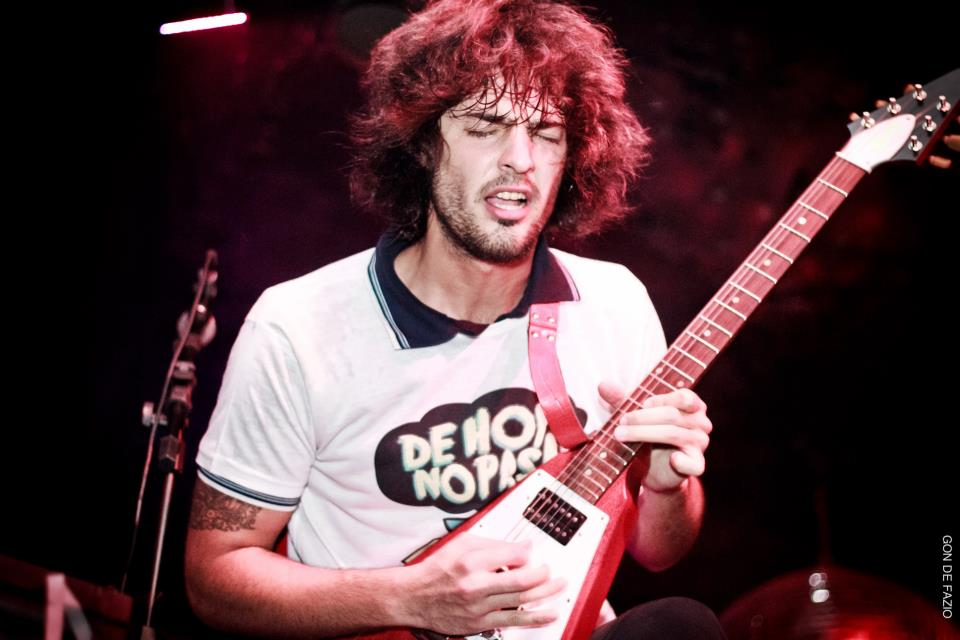
Joaquín Carámbula, fill de Berugo.

Berugo Carámbula era primer germà de l'exintendent del departament de Canelones, Uruguai Marcos Carámbula.
Entre 1964 i 1973 va estar casat amb Adriana Senblat, amb qui va tenir dos fills: Gabriel i María. Fruit del seu segon matrimoni amb Viviana Campos va néixer Joaquín, el seu fill menor.
El seu fill Gabriel Carámbula va ser cantant i principal compositor de la banda Els Gossos Calents, acompanyant a Fabiana Cantilo, després transformada en Els Gossos i cantant solista.
La seva filla María Carámbula és actriu i en 2006 va interpretar el paper de Julia Demont en la sèrie de televisió Chiquititas i va treballar en El triat.
El seu fill Joaquín Carámbula és compositor, guitarrista i cantant de Detonants, banda que recentment va llançar el seu primer disc.

## Treballs

### Cinema
- 1970: Joven viuda y estanciera.

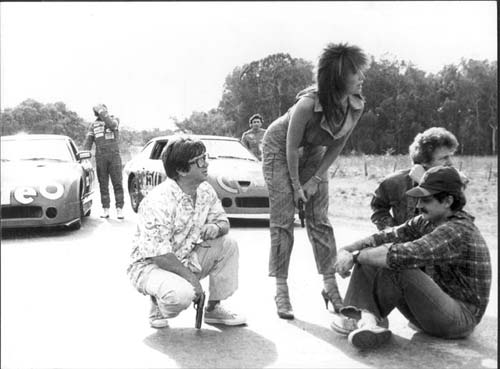
En la pel·lícula Brigada explosiva (1985): Alberto Fernández de Rosa (ajupit), Moria Casán (dempeus), Emilio Disi i Berugo Carámbula (asseguts en el pis).

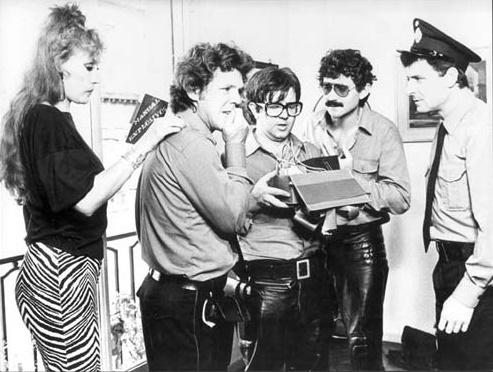
En la pel·lícula Brigada explosiva (1985): Moria Casán, Emilio Disi, Alberto Fernández de Rosa, Berugo Carámbula i Gino Renni.

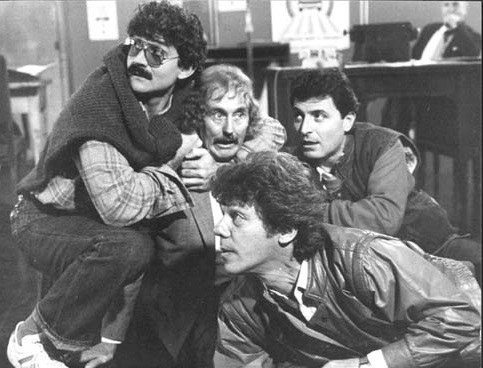
Berugo Carámbula amb Carlos Roffé, Gino Renni i Emilio Disi en el film Brigada explosiva contra els ninjas (1986).

- 1975: Los irrompibles (como Jinete Blanco, Ángel de la Guardia).
- 1976: La noche del hurto.
- 1979: Donde duermen dos... duermen tres.
- 1979: Cantaniño cuenta un cuento.
- 1982: Señora de nadie.
- 1986: Brigada explosiva.
- 1986: Brigada explosiva contra los ninjas.
- 1987: Los bañeros más locos del mundo.
- 1987: Los matamonstruos en la mansión del terror.

### Televisió
- 1963: Telecataplúm (Canal 12 (Uruguai))
- 1969: Jaujarana.
- 1974: Hupumorpo.
- 1979: Supershow infantil.
- 1980: Comicolor.
- 1983: El club de Anteojito.
- 1986: Hiperhumor.
- 1987: Atrévase a soñar (Canal 9).
- 1991: Amo a Berugo.
- 1991: Todo al 9 (Canal 9).
- 1993: Amor a primera vista.
- 1995: Sábado de fiesta.
- 1996: Clink! Caja (Canal 9).
- 1999: Jugar x jugar con Berugo (América TV).
- 2000: El nieto de don Mateo.
- 2000: Hacete la América (América TV).
- 1996-2001: Bien de bien (Canal 10 (Uruguai))
- 2002-2003: Son amores (Canal 13).

### Teatre
- 1970-1980 va treballar en La vuelta manzana (en la versió del canal ATC); feia de Nicolás, un espantaocells; al principi aquest paper ho representava el mateix autor-director Hugo Midón).
- El 1978: Cantando sobre la mesa, com el personatge Fideu Fi.
- 1980: El imaginario, com a Flaix (un periodista).
- En els anys vuitanta va realitzar diverses obres de Hugo Midón, amb papers protagonistes.
- 1986: Zulma tiene un Berugo redondo, al costat de Zulma Faiad.
- 1996: Duro de parar.
- 2005: Con un clavo en el zapato.
- 2008: Con Berugo en grupo (al costat de la banda Tocatta i Fugida).

### Discografia
- 1976: Solo de guitarra, de l'empresa discogràfica EMI.